# Tachles
tachles (Untertitel Das jüdische Wochenmagazin) ist eine jüdische Wochenzeitung in der Schweiz. Sie entstand 2001 aus dem Zusammenschluss des 1901 gegründeten Israelitischen Wochenblatts für die Schweiz, das sich ab 1991 Israelitisches Wochenblatt nannte, und der 1941 gegründeten Zeitschrift Makkabi, die ab 1947 Jüdische Rundschau Maccabi hiess. Sie wird regelmässig durch Sonderbeilagen und Sonderthemen ergänzt. Die Auflage beträgt rund 7'000 Exemplare, die Reichweite ca. 26'000 Leser. Daneben erscheint seit 2005 monatlich das Magazin aufbau. tachles wird von der JM Jüdische Medien AG herausgegeben. Eigentümer und Chefredaktor ist Yves Kugelmann.

## Zum Namen
Die Bezeichnung Tachles (im deutschen Sprachraum meist zu Tacheles verballhornt) kommt vom jiddischen Wort tachles תכלית «Ergebnis, Ziel, praktischer Zweck» hebräischer Herkunft (taḵlîṯ תַּכְלִית «Ende, Absicht, Ziel»). Tachles reden bedeutet auch im Jiddischen, dass man offen miteinander diskutiert und unverblümt seine Meinung zur Sache sagt.
tachles beleuchtet pointiert jüdische Ansichten, enthält aber immer wieder auch deutliche Kritik an Israel, seiner Politik und der Ideologie des Zionismus.
Auf Französisch erscheint tachles unter dem Namen Revue Juive, allerdings nur unregelmässig (ca. quartalsweise).

## Geschichte
1901 wurde das Israelitische Wochenblatt für die Schweiz gegründet, das sich ab 1991 Israelitisches Wochenblatt nannte.
Adrien Blum gründete 1941 die Zeitschrift Makkabi als Organ des Jüdischen Turn- und Sportverbandes in der Schweiz, das den jüdischen Sport und den Zionismus fördern sollte. 1947 änderte die Publikation ihren Namen in Jüdische Rundschau Maccabi und entwickelte sich zu einem allgemeinen jüdischen Presseorgan für die Schweiz, wozu unter anderem Berichte auf Französisch beitrugen.
2001 wurden die beiden Zeitschriften unter dem heutigen Namen tachles fusioniert.